# Hermann Rappel
Hermann Rappel (Ingolstadt, 28 augustus 1917 – Augsburg, 26 maart 2001) was een Duits componist, dirigent en muziekuitgever.

## Levensloop
Rappel was na zijn studie als vrije componist en dirigent werkzaam. In 1967 richtte hij in Ingolstadt een muziekuitgeverij op, waar hij naast eigen werken ook werken van andere componisten publiceerde. Rappel was in 1970 medeoprichter van de Mittelbayerischen Musikverband en werd "Verbandsdirigent". In deze functie was hij tot 1975. Tijdens het 21e "Bezirksmusikfest" 1991 in Schweitenkirchen werd hij tot ere-dirigent van de federatie benoemd. 
Als componist schreef hij vooral werken voor harmonieorkest. 

## Composities

### Werken voor harmonieorkest
- 1962 Astronauten-Marsch
- 1962 Spanisches Ständchen
- 1963 Petschauer Polka
- 1963 Schön ist Paris
- 1964 Abschiedspolka
- 1964 Klingende Posaunen, polka voor 3 trombones en harmonieorkest
- 1964 Schlierseer Glocken, wals
- 1975 Neue Zeit, mars
- 1975 Schöne Welt, mars
- 1975 Zwei Birken am Weg
- 1976 Alle singen mit, selectie
- 1976 Bonito, mars
- 1976 Fröhliche Runde, selectie
- 1976 Lieder der Berge, selectie
- 1976 Mit frohem Klang, selectie
- 1976 Schöner Böhmerwald, polka - tekst: G. Schreib
- 1978 Astra-Marsch
- 1978 Der Muckl - Klarinettenmuckl
- 1978 Gerolf-Marsch
- 1978 Lachendes Wien, selectie
- 1987 Fröhliche Leut, polka
- 1987 Immer fidel
- Alpen-Swing, selectie
- Am Schönsee
- Am stillen See, wals - tekst: Erwin Kettl
- Annerl Polka
- Aresinger Marsch
- Auf und ab-Polka
- Bavarian-Beat
- Bayerwald, wals met het lied "Wir sind vom Wald daheim"
- Bayrisch Blau, selectie
- Bayerische Gemütlichkeit, selectie
- Bayerngruss
- Besuch bei Johann Strauß
- Birkauer-Polka
- Blaue Augen, polka
- Böhmische G'schichten, polka
- Chelita
- Das Rehragaut, polka
- Dauphine-Walzer - tekst: Erwin Kettl

- Donautaler Marsch
- Der Nagelschmied
- Die Dorfdudler, voor klarinetten en harmonieorkest
- Die fröhliche Jagd, selectie
- Die Himmelstürmer, mars
- Die Klarinettenpfeifer
- Die Musik kommt, mars
- Du und ich, polka
- Du, Du Polka
- Ein schöner Tag, polka
- Feierabend, polka
- Festmarsch
- Flott voran, mars
- Frohe Laune
- Frohsinn, polka
- Fürstensteiner Polka
- Funkengarde Marsch
- Geburtstags Polka
- Glockenwalzer
- Goldene Zeit
- Grüß Gott ihr Freunde
- Grüße aus den Bergen, selectie met ländler
- Heilige Nacht, selectie
- Heimatschutzkommando
- Heimliche Liebe, wals
- Hell die Lieder klingen, selectie
- Heut geht's auf, selectie
- Himmel und Erde
- Ich hab dich lieb ..., polka voor zangstem en harmonieorkest
- Ich trink so gern ein Schöppchen, wals
- Immer Fidel, polka
- Immer wieder Polka, selectie
- Junge Musikanten, polka
- Junioren Marsch
- Kleiner Walzer
- Komm heut zu mir, polka
- Kuckuck Polka
- Lachendes Wien, selectie
- Lustige Trompeten
- Madrid, Spaanse mars

- Mein Böhmerland, polka
- Mein Donautal, mars
- Ministar
- Musikanten Marsch
- Musikanten Polka
- Muzika Polka
- Nord-Süd Express
- Operettenzauber, selectie
- Original Bavaria, grote ländler-selectie
- Praha Polka
- Prost-Skol-Salud
- Rauschende Eger, wals
- Rodinger Jäger Marsch
- Rosen für Dich, wals
- Rosen Polka
- Rote Rosen Polka
- Schanzer Marsch
- Schernfelder-Walzer
- Schau mich an, polka
- Schön war diese Zeit, polka
- Schöne Welt, mars
- Schönes Osttirol
- Seeteufel Marsch
- Stimmung voran, selectie
- Sunshine dixie
- Tanz auf der Alm, wals
- Tanz mit mir, polka
- The skyraiders
- Tief im Frankenwald
- Urlaub in Bavaria, selectie
- Usseltaler Marsch
- Vivat Hubertus
- Volksfestrummel, polka
- Walzer, voor 3 trombones en harmonieorkest
- Walzerklänge
- Wir wandern, selectie
- Zillertaler Hochzeitsmarsch
- Zwei Birken am Weg, polka
- Zwei Herzen

### Werken voor piano
- Retztal-Polka